# Mostomalta
Mostomalta ist eine Metalcore-/Hardcore-Band aus dem argentinischen Mendoza.

## Geschichte
Die Gruppe, die 1998 gegründet wurde, besteht aus Gerardo Villalobos (Gesang), Marcos Veron (E-Gitarre), Joaquin Gonzalez (E-Gitarre), Gerli (Schlagzeug) und Pedro Sabanovich (E-Bass). Sänger Villalobos ist auch bei Nueva Ética aktiv. Mostomalta steht bei Seven Eight Life Recordings aus Brasilien und bei Vegan Records (Argentinien) unter Vertrag.
Bisher brachte die Band eine EP, ein Album und ein Split-Album heraus. Die Texte, welche allesamt auf Spanisch verfasst werden, handeln meist von Tierschutz, Veganismus und der Straight-Edge-Lebensweise, aber auch von politischen und sozialen Missständen.
Den Sommer des Jahres 2013 verbrachte die Band auf einer zweimonatigen Europatour. Dabei spielte Mostomalta auf mehreren Musikfestivals, darunter dem Ieper Hardcore Fest, dem Resurrection Fest und dem Fluff Fest. Seitdem trat die Band nicht wieder in Erscheinung.

## Diskografie
- 2005: Intersticio (EP, Liberation Records)
- 2009: Arde la Tierra en Llamas (Album, Seven Eight Life Recordings, Vegan Records)
- 2013: Kill a Theory Vol. II (3-Way-Split mit Primal Age und Cherish, Vegan Records)